# حافظ آدامز
حافظ آدامز (بالإنجليزية: Hafiz Adams)‏ هو لاعب كرة قدم غاني، ولد في 12 يوليو 1992.